# Chlorothraupis
Genre
Le genre Chlorothraupis regroupe quatre espèces de passereaux de la famille des Cardinalidae.

## Taxinomie
Les recherches phylogénétiques de Burns et al. (2003) et Klika et al. (2007) ont démontré que les espèces du genre Chlorothraupis étaient des Cardinalidae et non des Thraupidae.
Ce changement de taxinomie a déjà été avalisé par l'American Ornithologists' Union en 2008, ce qui a amené le CINFO (2010) à leur attribuer le nouveau nom normalisé de « Habia », qu'elles partagent avec les espèces du genre Habia. Le Congrès ornithologique international (COI) a suivi cette taxinomie en 2012.

## Espèces
Selon la classification de référence du Congrès ornithologique international (version 5.2, 2015) :
- Chlorothraupis carmioli – Habia de Carmiol
- Chlorothraupis frenata – Habia bridé
- Chlorothraupis olivacea – Habia à lunettes
- Chlorothraupis stolzmanni – Habia de Stolzmann